# Driven by You
Driven by You je píseň, kterou v roce 1991 vydal kytarista skupiny Queen, Brian May, jako singl. V roce 1992 vyšla i na jeho albu Back to the Light

## Premiéra
Premiéry se tento singl dočkal již před svým vydáním, a to v říjnu roku 1991 na koncertě Guitar Legends. Na tomto koncertu společně s Mayem účinkovali Cozy Powell na bicí, Neil Murray na baskytaru, Steve Vai na doprovodnou kytaru, Rick Wakeman a Mike Moran na klávesy, Maggie Ryder, Miriam Stockley a Chris Thompson jako doprovodné vokály.

## Vydání a verze
Kromě verze původní byly vydány nejméně 3 další studiové verze singlu Driven by You. První z nich je zkrácenou verzí s alternativním textem. Tato verze byla původně napsána pro sérii televizních reklam společnosti Ford ve Spojeném království. Po vydání singlu byla vytvořena další verze, ke které bubeník Cozy Powell nahrál novou stopu bicích. Tato verze byla vydána jako strana B k singlu Too Much Love Will Kill You a jako bonusová skladba k americké verzi alba Back to the Light. Nakonec May nahrál i krátkou instrumentální verzi, kterou vydal jako stranu B k singlu Ressurection.
Driven by You bylo také zahrnuto na albu skupiny Queen Greatest Hits III, z roku 1999. 25. června 2021 byl singl znovu vydán v rámci remasteringu alba Back to the Light společně s nově upraveným videoklipem.

## Úspěchy a umístění
Skladba Driven by You se v roce 1992 umístila na 6. místě britského žebříčku UK Singles Chart, 9. místě v Portugalsku, 10. místě v Nizozemsku, 14. místě v Irsku a na 35. místě v Belgii.
V roce 1993 byla skladba zařazena do žebříčku Album Rock Tracks amerického časopisu Billboard.
Nově vydaný klip má také na platformě YouTube více než půl milionu zhlédnutí.